# Desmodium neomexicanum
Desmodium neomexicanum är en ärtväxtart som beskrevs av Asa Gray. Desmodium neomexicanum ingår i släktet Desmodium och familjen ärtväxter. Inga underarter finns listade i Catalogue of Life.